# فنون النقد

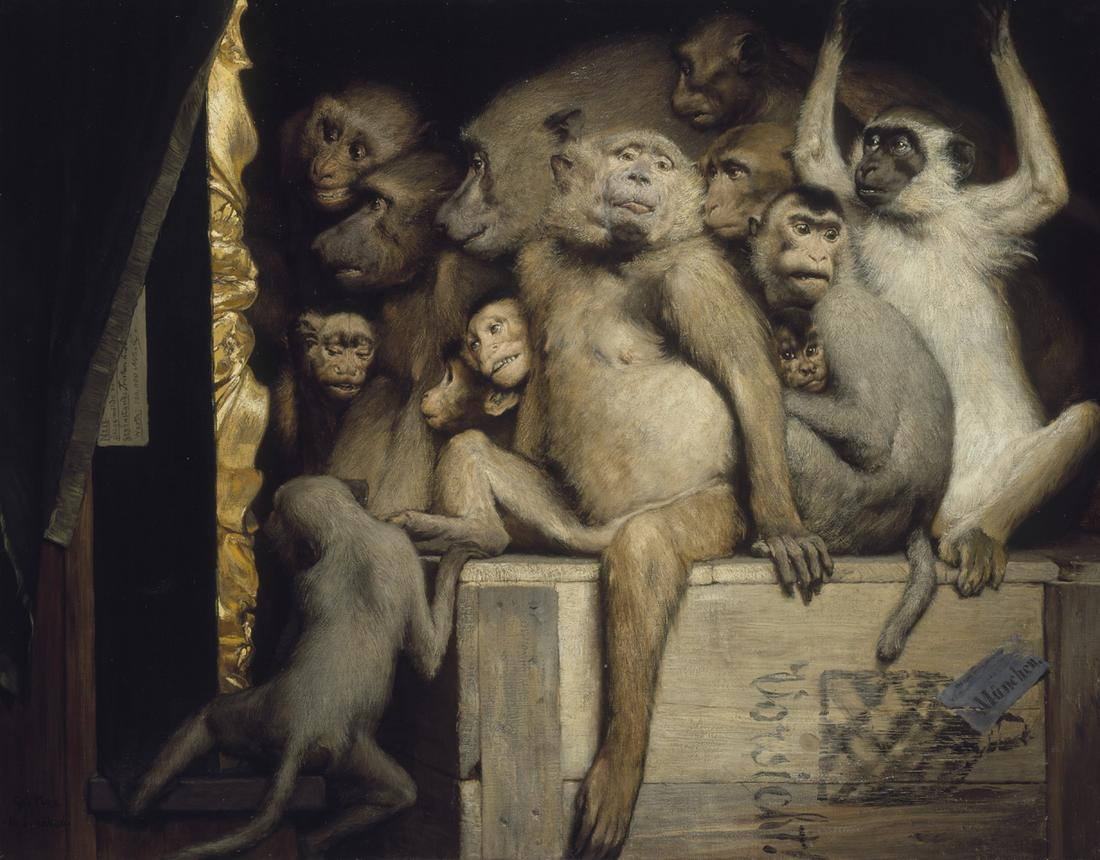

النقد الفني هو مناقشة أو تقييم الفن البصري. ينتقد نقاد الفنون عادة الفن في سياق الجماليات أو نظرية الجمال. هدف النقد الفني هو السعي لتحقيق أساس عقلاني لتقدير الفن، لكنه يثير الشك من ناحية ما إذا كان بإمكانه تجاوز الظروف الاجتماعية والسياسية السائدة.
أدى تنوع الحركات الفنية إلى تقسيم النقد الفني إلى تخصصات مختلفة قد يستخدم كل منها معايير مختلفة لأحكامها. التقسيم الأكثر شيوعًا في مجال النقد هو النقد التاريخي والتقييم، وهو شكل من أشكال تاريخ الفن، والنقد المعاصر للفنون التي يصنعها الفنانون الذين ما زالوا على قيد الحياة.
بالرغم من التصورات بأن النقد الفني هو نشاط أقل خطورة بكثير من صنع الفن، فإن آراء الفن الحالي هي دائمًا عرضة لتصحيحات جذرية مع مرور الوقت. غالبًا ما يكون منتقدو الأعمال القديمة عرضة للسخرية بسبب انتقادهم لفنانين مبجلين في يومنا الحالي (مثل العمل المبكر للانطباعية). سميت بعض الحركات الفنية من قبل النقاد بغاية السخرية، مع اعتماد الاسم في وقت لاحق كنوع من شارة الشرف من قبل فناني هذا النوع (مثل، الانطباعية والتكعيبية)، مع نسيان المعنى السلبي الأصلي.
كان الفنانون في كثير من الأحيان على علاقة غير مستقرة مع النقاد. يحتاج الفنانون عادة إلى آراء إيجابية من النقاد من أجل عرض أعمالهم وبيعها، ولسوء حظهم، كانت الأجيال اللاحقة فقط من فهمت أعمالهم.
الفن هو جزء مهم من الإنسان ويمكن العثور عليه في جميع جوانب حياتنا، بغض النظر عن الثقافة أو الأزمنة. هنالك العديد من المتغيرات المختلفة التي تحدد حكم الفرد على الفن مثل الجماليات أو الإدراك أو المعرفة. يمكن للفن أن يكون موضوعيًا أو شخصيًا بناء على التفصيل الشخصي تجاه الجماليات وتشكيلها. يمكن أيضًا أن يقوم على عناصر ومبادئ التصميم والقبول الاجتماعي والثقافي. الفن هو غريزة إنسانية أساسية مع مجموعة متنوعة من الأشكال والتعبير. يكمن للفن أن يقف وحده مع الحكم الفوري أو يمكن أن ينظر إليه مع معرفة أعمق وأكثر ثقافة. القيم الجمالية والبراغماتية والتعبيرية والرسمية والنسبية والدينية والتقليد والطقوس والإدراك ونظريات المحاكاة وما بعد الحداثة هي بعض النظريات الحديثة للنقد الفني. يمكن للنقد الفني والتقدير أن يكون غير موضوعي على أساس التفضيل الشخصي للجماليات والشكل أو يمكن أن يستند إلى عناصر ومبادئ التصميم والقبول الاجتماعي والثقافي.

## التعريف
يمتلك النقد الفني العديد من وجهات النظر الذاتية التي تتنوع في نفس الوقت الذي نجد فيه أشخاصًا يمارسونه. من الصعب التوصل إلى تعريف أكثر استقرارًا من النشاط المرتبط بمناقشة وتفسير الفن وقيمته. اعتمادًا على من يكتب عن هذا الموضوع، قد يجري تجنب «النقد الفني» نفسه كهدف مباشر أو قد يشمل تاريخ الفن في إطاره. بغض النظر عن مشاكل التعريف، يمكن أن يشير النقد الفني إلى تاريخ الحرفة في مقالاتها وقد يستخدم تاريخ الفن نفسه أساليب نقدية ضمنيًا. بحسب ما جاء فيه مؤرخ الفن آر سيفا كومار، «الحدود بين تاريخ الفن والنقد الفني... لم تعد راسخة مثلما كانت من قبل. ربما بدأ ذلك مع اهتمام مؤرخي الفن بالفن الحديث».

## الميثيولوجيا
يشمل النقد الفني جانبًا وصفيًا، إذ يترجم العمل الفني إلى كلمات بما يكفي للسماح بعرض القضية. يعتمد تقييم العمل الفني الذي يتبع الوصف (أو يتخلله) بقدر كبير على إخراج الفنان مثلما يعتمد على تجربة الناقد. هناك في نشاط يلاحظ في مثله المكون الشخصي، مجموعة متنوعة من الطرق التي يمكن متابعتها. على نحو متطرف في طيف محتمل، بينما يفضل البعض مجرد ملاحظة الانطباعات المباشرة التي يسببها عمل فني، يفضل آخرون اتباع نهج أكثر منهجية يستدعي المعرفة التقنية، ويحبذ النظرية الجمالية والسياق الاجتماعي الثقافي الذي انغمس فيه الفنان للتعرف على نيته.

## لمحة تاريخية
نشأ النقد الفني على الأرجح مع أصول الفن نفسه، مثلما يتضح من النصوص الموجودة في أعمال أفلاطون أو فيتروفيوس أو أوغسطين أوف هيبو من بين آخرين، التي تحتوي على أشكال مبكرة من النقد الفني. وظف الرعاة الأثرياء أيضًا، على الأقل منذ بداية عصر النهضة، مقيمي الفن كوسطاء لمساعدتهم في اختيار الفنانين والقطع الفنية.

### أصول
حصل النقد الفني كنوع من الكتابة، على شكله الحديث في القرن الثامن عشر. أول استخدام لمصطلح النقد الفني كان من قبل الرسام الإنجليزي جوناثان ريتشاردسون في منشوره عام 1719، مقال عن الفن الكامل للنقد. في هذا العمل، حاول إنشاء نظام موضوعي لترتيب الأعمال الفنية. أُعطيت سبع فئات بما فيها الرسم والتكوين والاختراع والتلوين، درجة بين 0 و18 والتي دمجت في النهاية لإعطاء درجة نهائية. سرعان ما انتشر المصطلح الذي قدمه، وخاصة عندما بدأت الطبقة المتوسطة الإنجليزية تصبح أكثر انتقائية لقطعها الفنية، كرمز يعبر عن وضعها الاجتماعي المتهالك.
بدأ الاهتمام العام بالفن في فرنسا وإنجلترا في منتصف القرن الثامن عشر يصبح واسع الانتشار، وكانت الأعمال الفنية تعرض بانتظام في صالونات باريس والمعارض الصيفية في لندن. كان من أوائل الكتاب الذين اكتسبوا سمعة فردية كنقاد فنيين في القرن الثامن عشر في فرنسا هم جان بابتيستي دوبوس من خلال انعكاسات حاسمة على الشعر والرسم (1718) والذي حظي بإشادة فولتير لحكمة نهجه في النظرية الجمالية واتيان لا فون دو سانت يين من خلال انعكاسات على بعض أسباب الوضع الحالي في فرنسا، الذي كتب فيه عن صالون عام 1746، معلقًا على الإطار الاجتماعي والاقتصادي لإنتاج أسلوب الفن الباروكي الشهير آنذاك، الذي أدى إلى ظهور مشاعر معادية للملكية في النص.
قدم الكاتب الفرنسي دينيس ديديروت من القرن الثامن عشر شكلا متطورًا بشكل كبير من النقد الفني. كان «صالون عام 1765» لديدريوت أحد المحاولات الحقيقية الأولى لتصوير الفن من خلال الكلمات. بحسب مؤرخ الفن توماس إي. كرو، «عندما تناول ديديروت النقد الفني الذي جاء في أعقاب الجيل الأول من الكتاب المحترفين الذين جعلوا من شأنهم تقديم أوصاف وأحكام الرسم والنحت المعاصر. كان الطلب على مثل هذا التعليق نتاج مؤسسة جديدة مماثلة من المعارض العامة المنتظمة والمجانية لأحدث الفنون.
في الوقت نفسه في إنجلترا، أثار معرض جمعية الفنون في إنكلترا سنة 1762، ولاحقًا سنة 1766، فورة من النشرات النقدية وإن كانت مجهولة المصدر. بدأت الصحف والدوريات في هذه الفترة، مثل كرونيكل لندن، في نشر أعمدة النقد الفني، وهو النموذج الذي بدأ مع تأسيس الأكاديمية الملكية في عام 1768. أصبحت صحيفة مورنينغ كرونيكل في السبعينيات من القرن الثامن عشر، أول صحيفة تستعرض فن المعارض بشكل منهجي.